# Fürstengrab von Oss

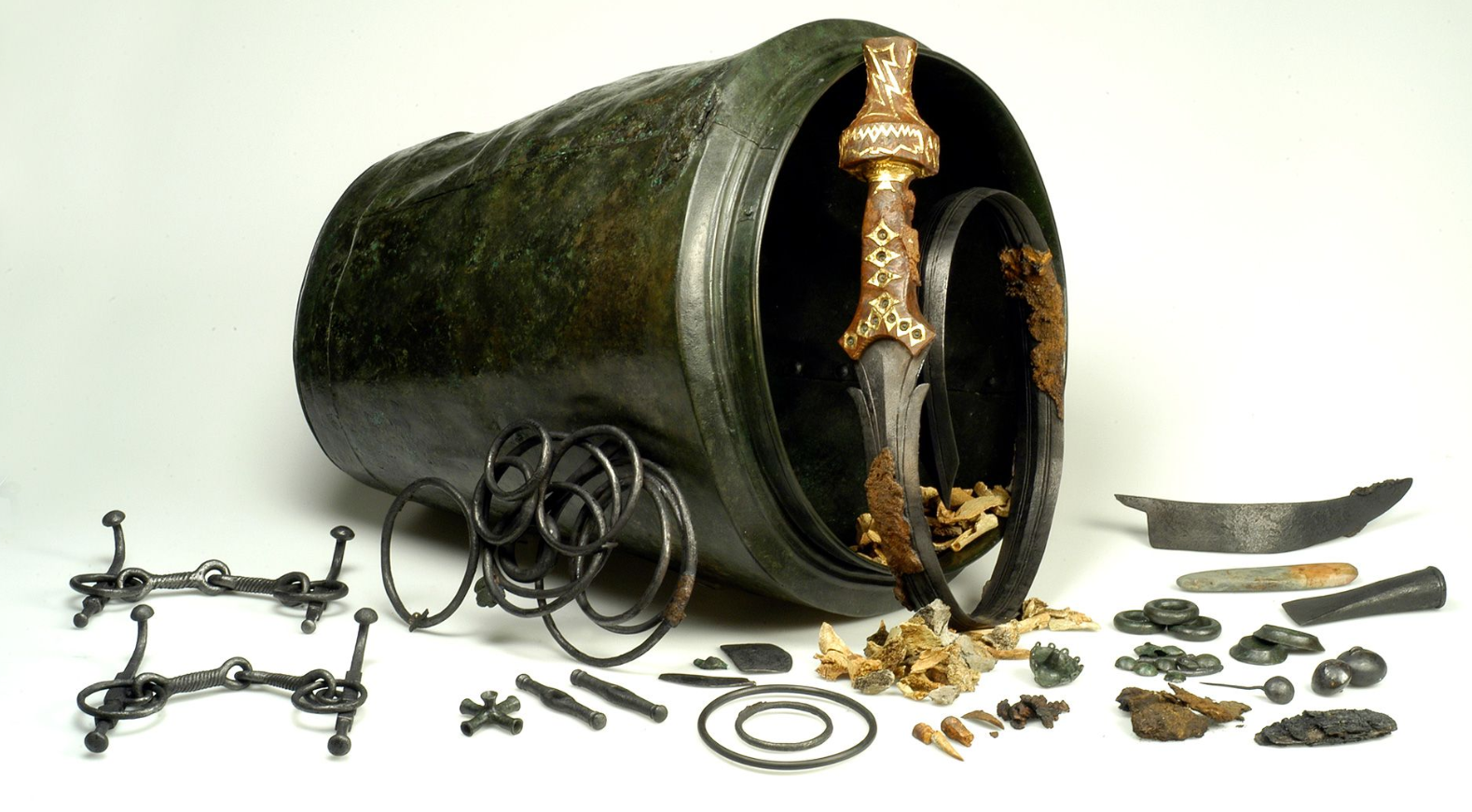
Situla und Schwertknauf von 700 v. Chr.

Rot: Grabhügel in den Niederlanden
blau: Urnenfelder

Das Fürstengrab von Oss liegt in Oss in der Nähe des Autobahnkreuzes „Paalgraven“, zwischen ’s-Hertogenbosch und Nijmegen und ist einer der größten Grabhügel in den Niederlanden. Der Hügel war etwa 3,0 Meter hoch und hatte einen Durchmesser von etwa 54,0 Metern.

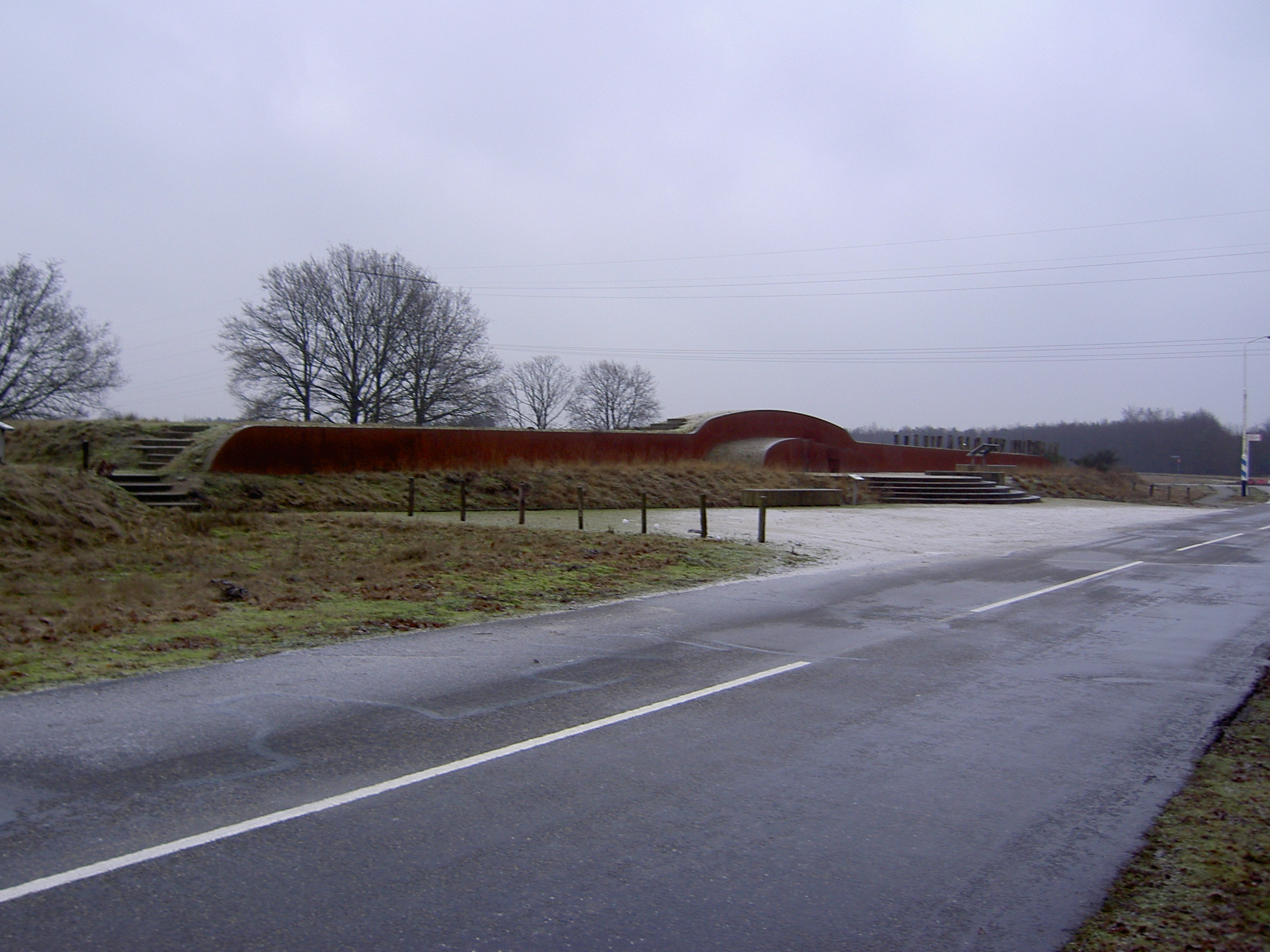
Fürstengrab von Oss

1933 wurde beim Bau eines Wohnwagenparks auf der Heide das sogenannte Fürstengrab (niederl. Vorstengraf) freigelegt. Es enthielt einen Bronzeeimer und ein verbogenes Eisenschwert von etwa 700 v. Chr. Der Fund wurde dem Rijksmuseum van Oudheden in Leiden übergeben. Der Hügel ist heute restauriert und mit Stangen markiert.
2009 wurde einige hundert Meter vom ersten entfernt, ein zweites Fürstengrab entdeckt. Die Funde aus diesem Grab sind im Museum Jan Cunen in Oss ausgestellt.
Im Jahr 2011 wurde in der Slabroekheide beim nahen Uden ein drittes Fürstengrab aus der frühen Eisenzeit (etwa 700 v. Chr.) entdeckt. Aufgrund der reichen Grabbeigaben wird es auch als das Fürstengrab bezeichnet und „Vorst van de Maashorst“ genannt. Die Person im Fürstengrab, von der unklar ist ob es sich um einen Mann oder eine Frau handelt, wurde begraben, während die Personen in den anderen Gräbern eingeäschert wurden.

Fürstengrab von Oss und Paalgraven
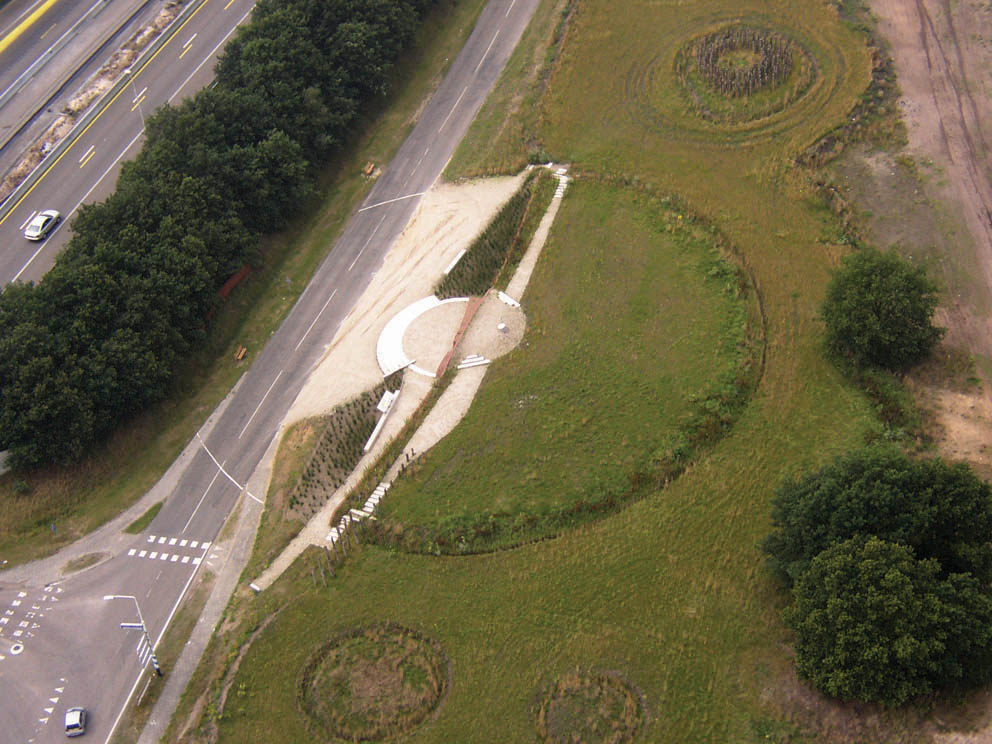
Luftbild des Fürstengrabes
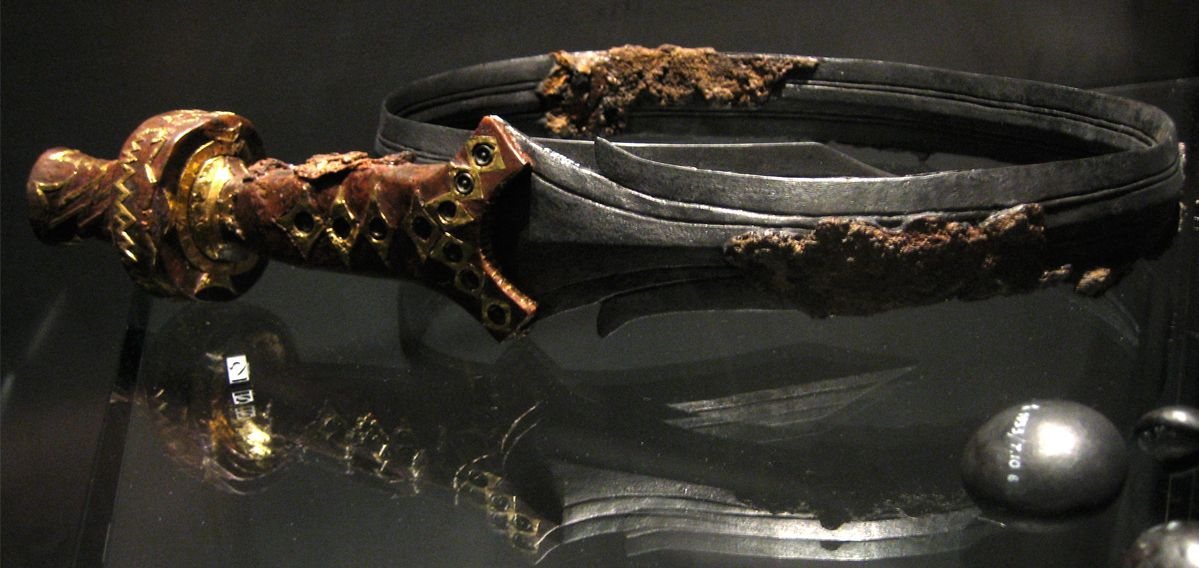
Verbogenes Schwert
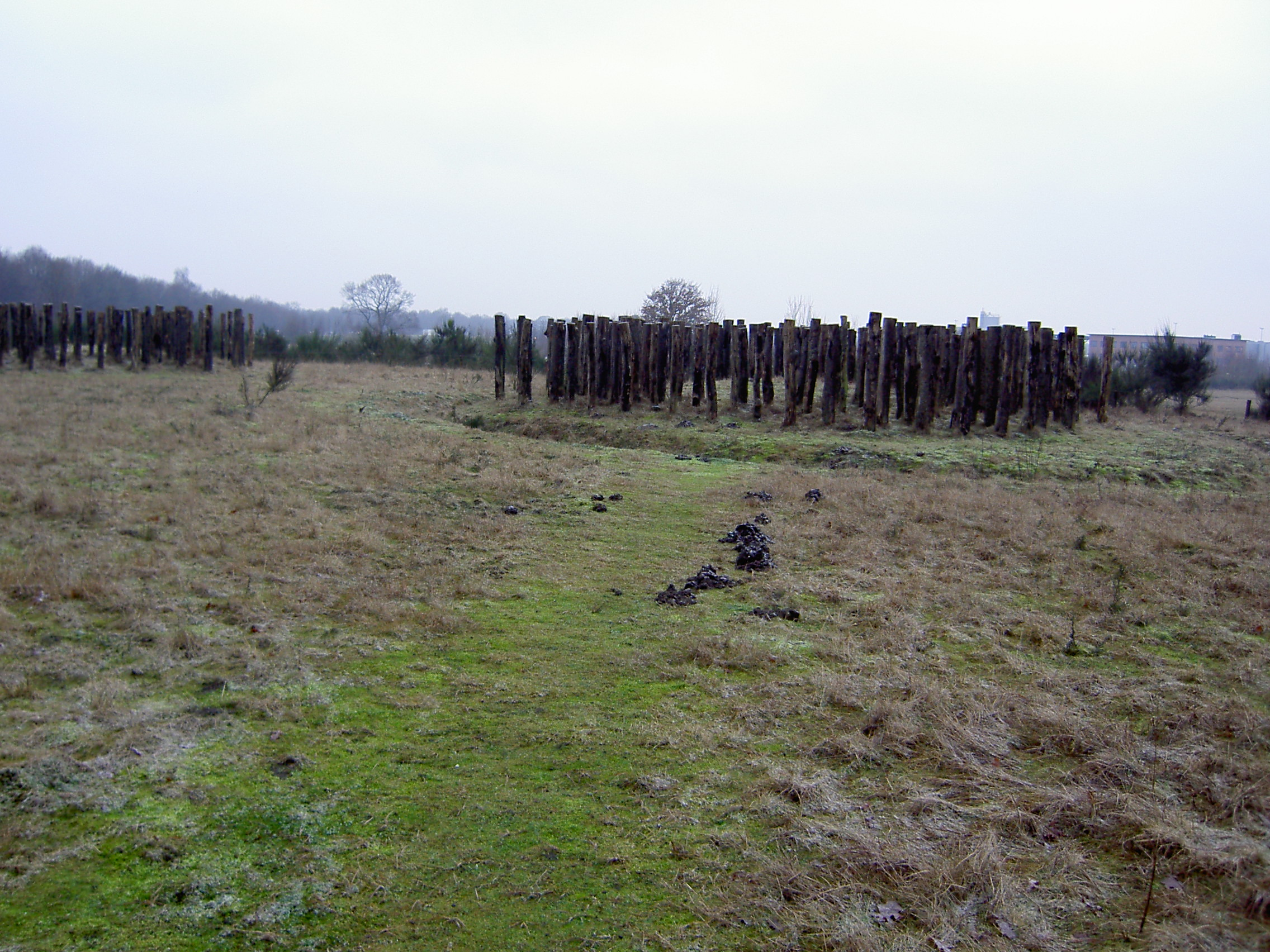
Pfahlkranzhügel (Paalgraven)
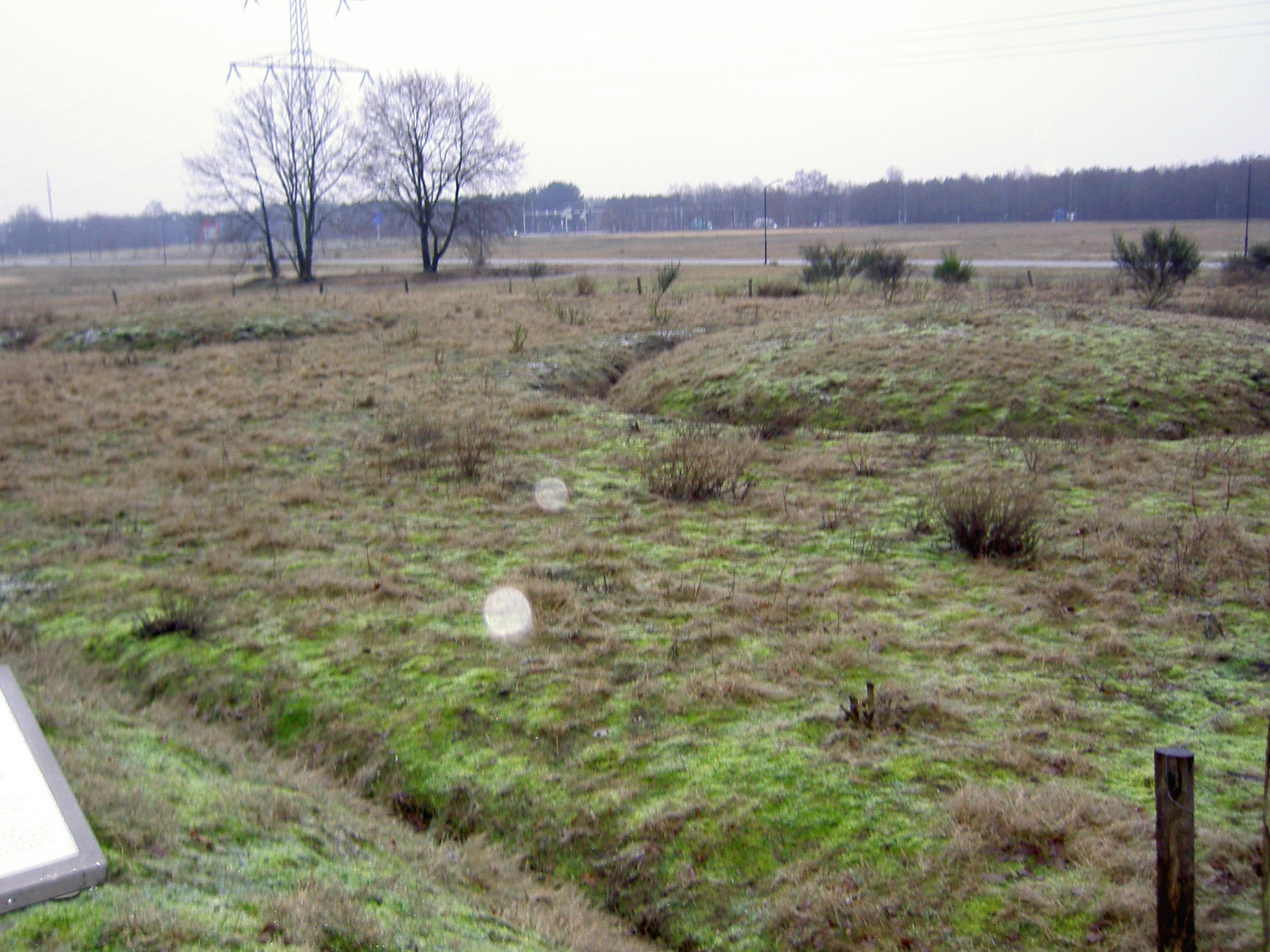
Grabhügel mit Ringgraben

Das Autobahnkreuz Paalgraven (deutsch „Pfahlgräber“) ist nach Gräbern aus der frühen Bronze- bis frühen Eisenzeit (2000 v. Chr. bis 700 v. Chr.) benannt, die in unmittelbarer Nähe gefunden wurden. Nach Ansicht der Archäologen hatten die Pfähle eine rituelle Funktion. Einer der Hügel ist von einem Graben umgeben.
Im Osten und Süden des Fürstengrabes wurde ein Urnenfeld aus der späten Bronze- und frühen Eisenzeit gefunden. Kremierte Überreste wurden in Urnen oder Tüchern beigesetzt. Bald nach der Errichtung des Fürstengrabes wurde das Gräberfeld aufgelassen.